# Mazurki op. 17 (Chopin)
Mazurki op. 17 – cykl czterech mazurków Fryderyka Chopina skomponowany w 1832, wydany w 1834 przez Schlesingera. Utwory dedykowane zostały Linie Freppa.

## MazurekB-durop. 17 nr 1
Mazurek Chopina, w tonacji B-dur. Napisany w 1833. Rozpisany w 60 taktach.

## Mazureke-mollop. 17 nr 2
Mazurek Chopina, w tonacji e-moll. Napisany w 1833 w tempie Lento ma non troppo (Powoli, ale nie zanadto). Rozpisany w 68 taktach.

## MazurekAs-durop. 17 nr 3
Mazurek Chopina, w tonacji As-dur. Napisany w 1833. Rozpisany w 83 taktach.

## Mazureka-mollop. 17 nr 4
Mazurek Chopina, w tonacji a-moll. Napisany w 1833 w tempie Lento, ma non troppo (Powoli, ale nie zanadto). Rozpisany w 132 taktach